# Vailly (Aube)
Pour les articles homonymes, voir Vailly.
Vailly est une commune française située dans le département de l'Aube, en région Grand Est.

## Géographie
Les D 677 et D 99 passent au territoire qui possédait Chauffourt, Croix-la-Motte, Folie-Bourgeoise, Folies et Ortillon au cadastre de 1838.

### Communes limitrophes
| Feuges       | Charmont-sous-Barbuise |                    |
|              | Vailly                 | Luyères            |
| Sainte-Maure | Lavau                  | Creney-près-Troyes |

### Hydrographie
La commune est dans la région hydrographique « la Seine de sa source au confluent de l'Oise (exclu) » au sein du bassin Seine-Normandie. Elle n'est drainée par aucun cours d'eau,.

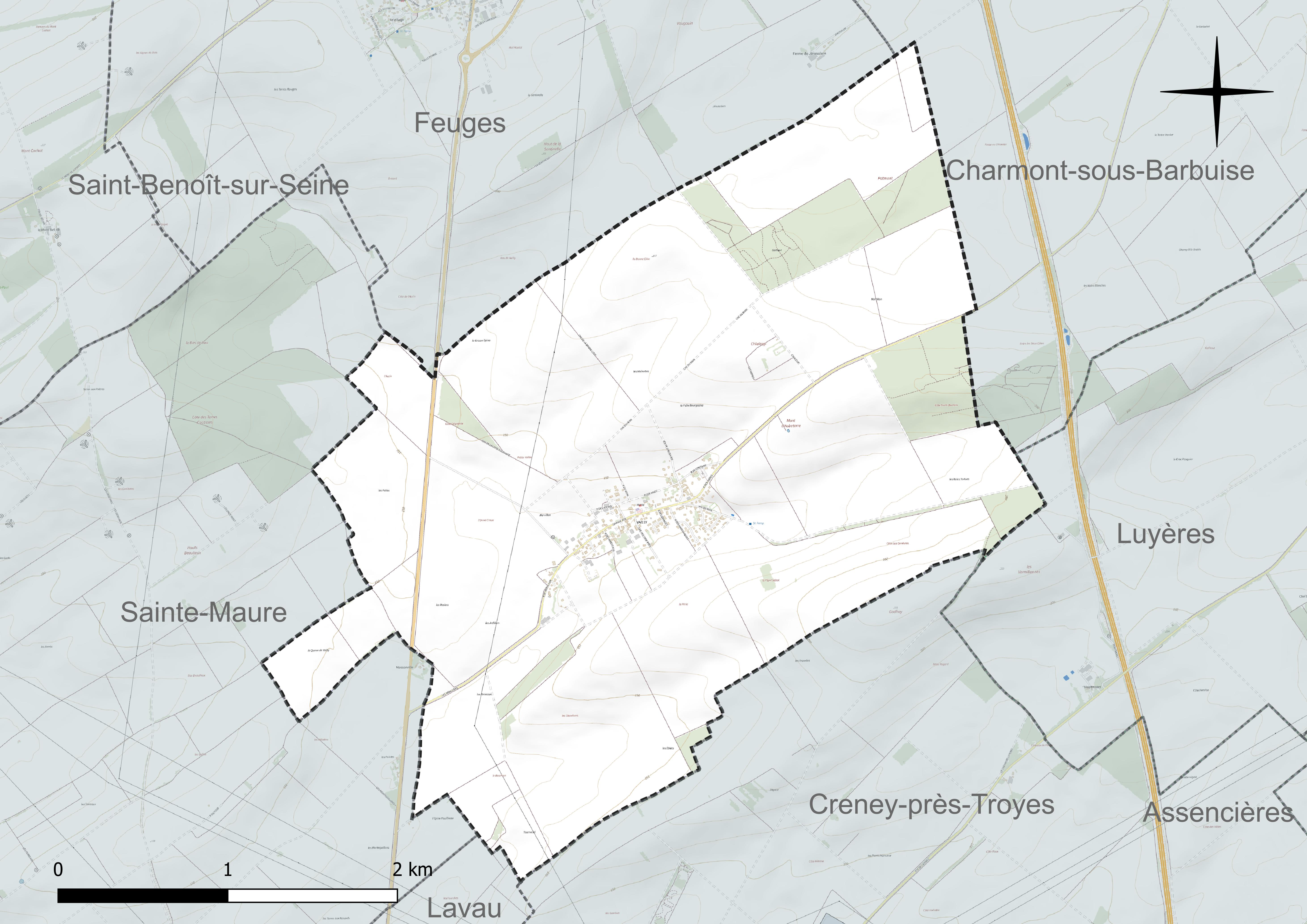
Réseau hydrographique de Vailly.

### Climat
Pour des articles plus généraux, voir Climat du Grand Est et Climat de l'Aube.
En 2010, le climat de la commune est de type climat océanique dégradé des plaines du Centre et du Nord, selon une étude du Centre national de la recherche scientifique s'appuyant sur une série de données couvrant la période 1971-2000. En 2020, Météo-France publie une typologie des climats de la France métropolitaine dans laquelle la commune est exposée à un climat océanique altéré et est dans la région climatique Nord-est du bassin Parisien, caractérisée par un ensoleillement médiocre, une pluviométrie moyenne régulièrement répartie au cours de l’année et un hiver froid (3 °C).
Pour la période 1971-2000, la température annuelle moyenne est de 10,5 °C, avec une amplitude thermique annuelle de 15,7 °C. Le cumul annuel moyen de précipitations est de 744 mm, avec 12,3 jours de précipitations en janvier et 8 jours en juillet. Pour la période 1991-2020, la température moyenne annuelle observée sur la station météorologique de Météo-France la plus proche, « Troyes-Barberey », sur la commune de Barberey-Saint-Sulpice à 7 km à vol d'oiseau, est de 11,3 °C et le cumul annuel moyen de précipitations est de 644,6 mm. 
La température maximale relevée sur cette station est de 41,8 °C, atteinte le 25 juillet 2019 ; la température minimale est de −23 °C, atteinte le 17 janvier 1985,,.
Les paramètres climatiques de la commune ont été estimés pour le milieu du siècle (2041-2070) selon différents scénarios d'émission de gaz à effet de serre à partir des nouvelles projections climatiques de référence DRIAS-2020. Ils sont consultables sur un site dédié publié par Météo-France en novembre 2022.

## Urbanisme

### Typologie
Au 1er janvier 2024, Vailly est catégorisée commune rurale à habitat dispersé, selon la nouvelle grille communale de densité à 7 niveaux définie par l'Insee en 2022.
Elle est située hors unité urbaine. Par ailleurs la commune fait partie de l'aire d'attraction de Troyes, dont elle est une commune de la couronne,. Cette aire, qui regroupe 209 communes, est catégorisée dans les aires de 200 000 à moins de 700 000 habitants,.

### Occupation des sols
L'occupation des sols de la commune, telle qu'elle ressort de la base de données européenne d’occupation biophysique des sols Corine Land Cover (CLC), est marquée par l'importance des territoires agricoles (88,7 % en 2018), une proportion sensiblement équivalente à celle de 1990 (89,2 %). La répartition détaillée en 2018 est la suivante : 
terres arables (88,7 %), milieux à végétation arbustive et/ou herbacée (7,4 %), zones urbanisées (3,8 %). L'évolution de l’occupation des sols de la commune et de ses infrastructures peut être observée sur les différentes représentations cartographiques du territoire : la carte de Cassini (XVIIIe siècle), la carte d'état-major (1820-1866) et les cartes ou photos aériennes de l'IGN pour la période actuelle (1950 à aujourd'hui).

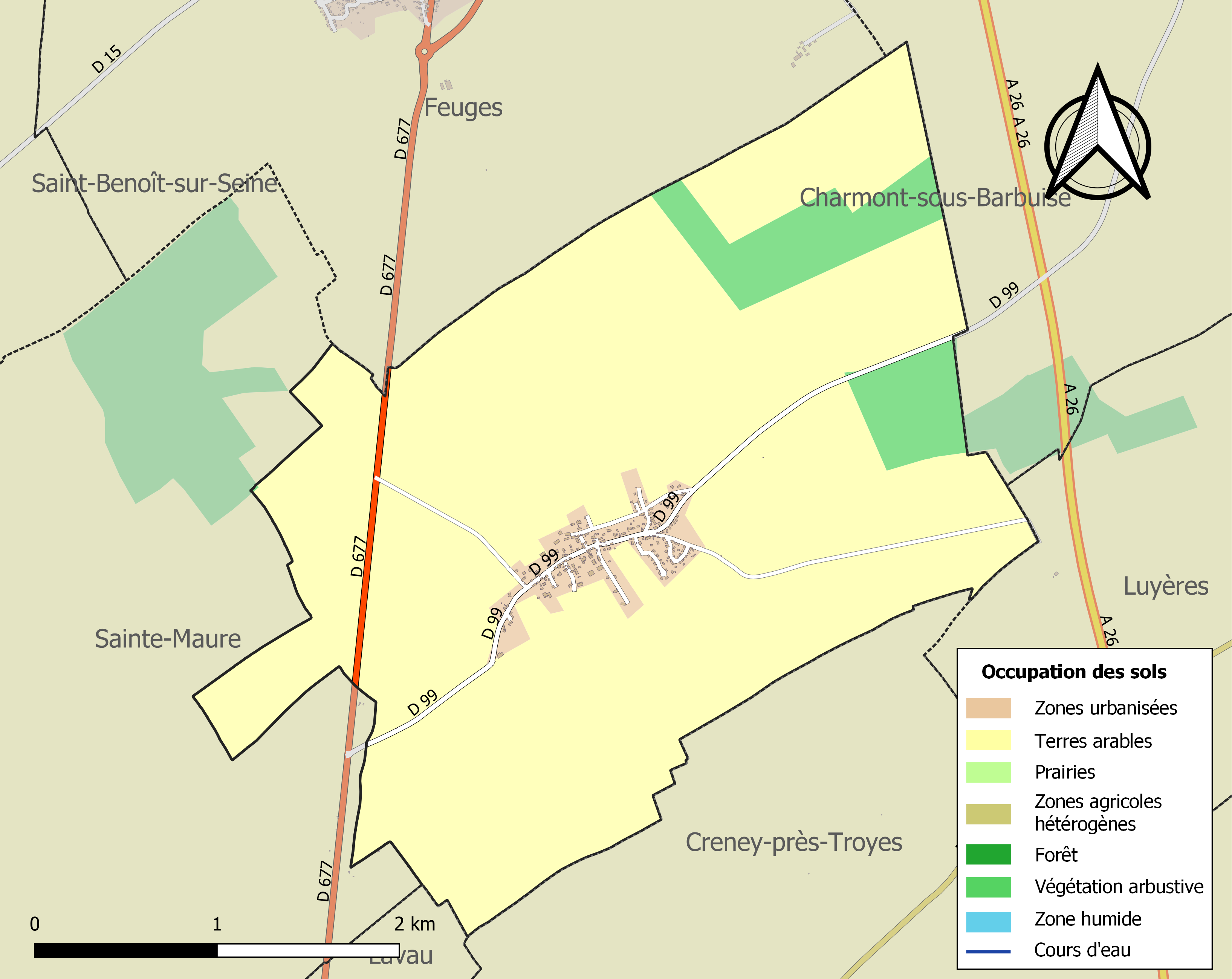
Carte des infrastructures et de l'occupation des sols de la commune en 2018 (CLC).

## Histoire
La voie romaine Troyes - Châlons passait par le village et se trouve parallèle à l'actuelle D 677.
La seigneurie était très morcelée, le comte de Champagne y avait au moins la justice, le comte de Bar-sur-Seine avant 1224. Le roi rassemblait en son domaine les successions des comtes de Champagne et de Bar. Au XVIIIe siècle le village était connu pour ses vergers de cerises et trente personnes y filaient le coton.
En 1789 le village dépendait de l'intendance et la généralité de Châlons, de l'élection et du bailliage de Troyes et de la Mairie royale de Troyes.

### Ortillon
Terrage connu comme fief de Jean de Poitiers qui était seigneur de Colaverdey et Arcis en 1441 ; ce fief relevant de Piney.

## Politique et administration
| Période                                  | Période  | Identité          | Étiquette | Qualité                    |
| ---------------------------------------- | -------- | ----------------- | --------- | -------------------------- |
| avant 1988                               | ?        | M. Michel Robert  |           |                            |
| mars 2001                                | En cours | M. William Handel | PS        | Retraité Fonction publique |
| Les données manquantes sont à compléter. |          |                   |           |                            |

## Démographie
L'évolution du nombre d'habitants est connue à travers les recensements de la population effectués dans la commune depuis 1793. Pour les communes de moins de 10 000 habitants, une enquête de recensement portant sur toute la population est réalisée tous les cinq ans, les populations de référence des années intermédiaires étant quant à elles estimées par interpolation ou extrapolation. Pour la commune, le premier recensement exhaustif entrant dans le cadre du nouveau dispositif a été réalisé en 2005.

En 2022, la commune comptait 310 habitants, en évolution de +6,53 % par rapport à 2016 (Aube : +0,7 %, France hors Mayotte : +2,11 %).
| 1793 | 1800 | 1806 | 1821 | 1831 | 1836 | 1841 | 1846 | 1851 |
| ---- | ---- | ---- | ---- | ---- | ---- | ---- | ---- | ---- |
| 320  | 331  | 310  | 288  | 292  | 305  | 306  | 297  | 279  |

| 1856 | 1861 | 1866 | 1872 | 1876 | 1881 | 1886 | 1891 | 1896 |
| ---- | ---- | ---- | ---- | ---- | ---- | ---- | ---- | ---- |
| 258  | 253  | 248  | 242  | 249  | 236  | 207  | 208  | 197  |

| 1901 | 1906 | 1911 | 1921 | 1926 | 1931 | 1936 | 1946 | 1954 |
| ---- | ---- | ---- | ---- | ---- | ---- | ---- | ---- | ---- |
| 179  | 171  | 180  | 142  | 156  | 144  | 156  | 131  | 147  |

| 1962 | 1968 | 1975 | 1982 | 1990 | 1999 | 2005 | 2006 | 2010 |
| ---- | ---- | ---- | ---- | ---- | ---- | ---- | ---- | ---- |
| 152  | 130  | 177  | 291  | 280  | 247  | 272  | 269  | 305  |

| 2015 | 2020 | 2022 | - | - | - | - | - | - |
| ---- | ---- | ---- | - | - | - | - | - | - |
| 292  | 298  | 310  | - | - | - | - | - | - |

## Lieux et monuments
- Église, elle une cure du Grand doyenné de Troyes à la collation de l'évêque. Les dîmes furent au chapitre cathédrale, au chapitre Saint-Étienne avant d'être entièrement au curé. Elle est sous le vocable de Nicolas de Myre, le bâtiment garde une baie romane dans la nef mais le bâtiment est principalement du XVIIe siècle et du XVIIIe siècle, une inscription sur le mur de la chapelle de la Vierge fixe la fin des travaux du maçon Perroché au 25 novembre 1678. Elle fut remaniée par Boeswilwald.
- Monument aux morts.
- Croix de chemins.

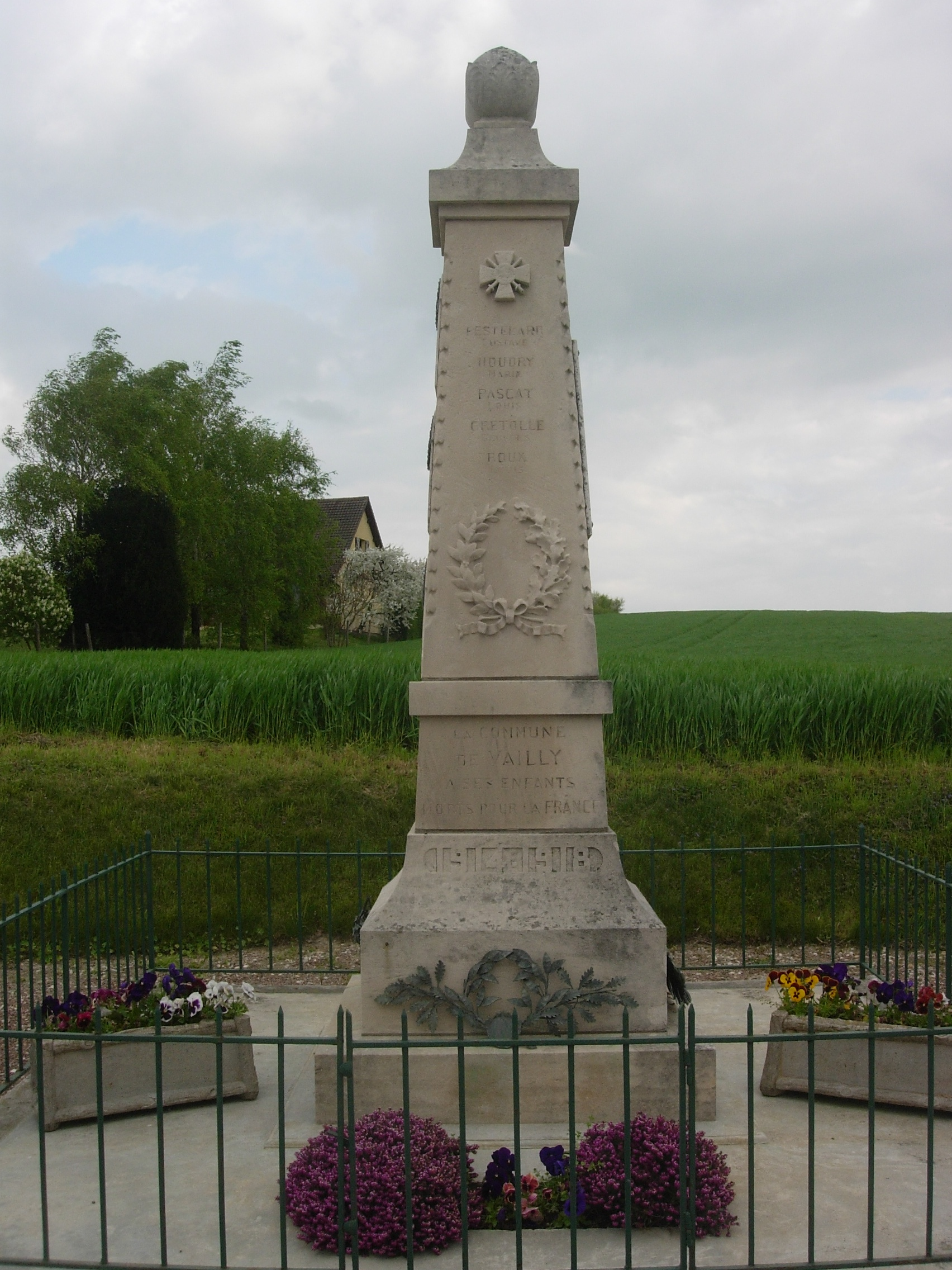
Le monument aux Morts
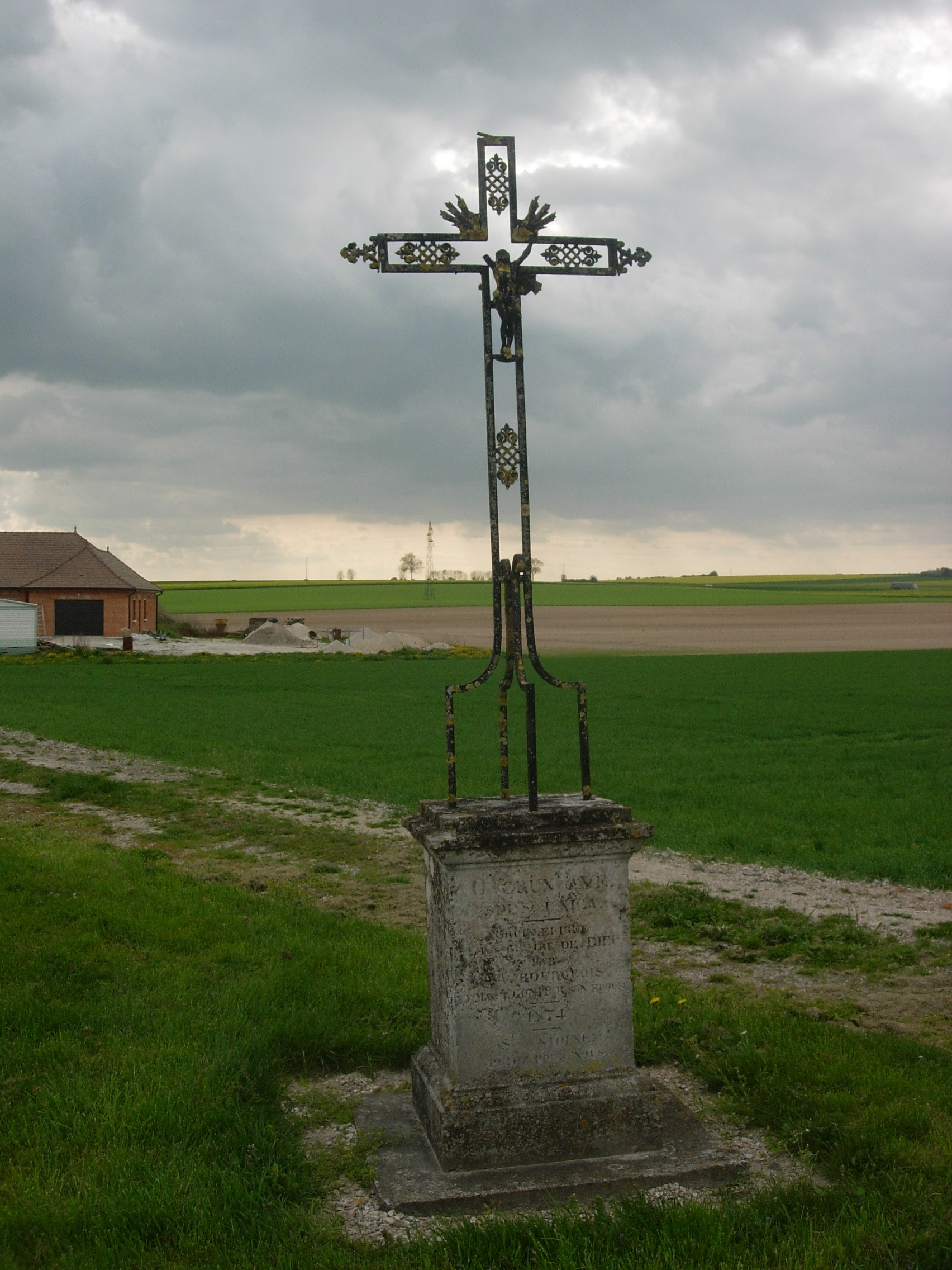
Croix de chemins.